# Richard Tousey
Richard Tousey (* 18. Mai 1908 in Somerville, Massachusetts; † 15. April 1997 in Cheverly, Maryland) war ein US-amerikanischer Physiker und Astronom.
Er studierte an der Harvard University, wo er 1933 bei Theodore Lyman auch den Doktorgrad erwarb, und arbeitete und lehrte in Harvard und an der Tufts University. 1941 ging er ans Naval Research Laboratory und befasste sich mit optischer Forschung mit militärischen Anwendungen. 1955 wurde er Fellow der American Physical Society, 1960 Mitglied der National Academy of Sciences, 1966 wurde er in die American Academy of Arts and Sciences gewählt.
Tousey gehörte zu den Pionieren der Verwendung von Raketen für die astronomische Forschung.
Nach dem Zweiten Weltkrieg nahm er an Forschungen mit erbeuteten V2-Raketen teil und entdeckte unter anderem die Lyman-Serie im Ultraviolett-Spektrum der Sonne. Später setzte er seine Untersuchungen der Sonne und der Erdatmosphäre mit kleineren Raketen amerikanischer Herstellung fort. Begleitend untersuchten er und seine Mitarbeiter die Ultravioletteigenschaften optischer Materialien. Später betrieb seine Gruppe Koronographen auf Raketen und Satelliten sowie zwei Experimente auf Skylab.
Nach 37 Jahren am Naval Research Laboratory ging Tousey 1978 in Ruhestand.

## Ehrungen
- 1963 Henry Draper Medal
- 1964 Eddington-Medaille
- 1966 Henry Norris Russell Lectureship